# Critérium Internacional
O Critérium Internacional foi uma carreira de ciclismo profissional por etapas que se disputava na França, o último fim de semana de março.
A prova tinha uma duração de dois dias, durante os quais se disputavam três etapas, que agrupavam as três principais especialidades do ciclismo de estrada: plano, montanha e contrarrelógio.
Ao longo da sua história teve várias categorias, mas sempre como carreira profissional. Desde a criação dos Circuitos Continentais da UCI em 2005 incorporou-se ao UCI Europe Tour dentro a máxima categoria destes circuitos: 2.hc.
A competição foi criada em 1932 pelo jornalista desportivo do Paris-Soir, Gaston Benac com o nome de Critérium Nacional e estava reservada para ciclistas franceses. Começou como uma carreira de um dia, percorrendo o Vale de Chevreuse e com final no velódromo do Parc des Princes. Durante a Segunda Guerra Mundial, de 1941 a 1943, conduziu-se duas carreiras cada ano: uma na zona ocupada e a outra na zona livre.
A partir de 1959, procurando chegar a diferentes partes da França, mudou seu lugar de percurso anualmente. Sul-Pirenéus, Alta e Baixa Normandia, Provença-Alpes-Costa Azul foram algumas das regiões onde se disputou. Em 1960 correu-se na Argélia francesa, em Orã. De 1963 a 1966 disputou-se no formato carreira por etapas, que adoptaria definitivamente em 1978. Nesse mesmo ano, foi permitido que corressem ciclistas estrangeiras, membros de equipas francesas e Joop Zoetemelk foi o primeiro estrangeiro a ganhar a carreira em 1979. A partir de 1981, a prova foi aberta a todos os estrangeiros e adoptou o nome Critérium internacional.
Desde 2001 a 2009, a carreira efetuou-se em Charleville-Mézières no departamento das Ardenas e a partir de 2010 em Porto-Vecchio, Córsega. Em novembro de 2016, Amaury Sport Organisation, proprietária do Tour de France e organizadora da prova, anunciou que não continuaria desenvolvendo o evento.

## Palmarés
| Ano                     | Ganhador                           | Segundo                            | Terceiro             |
| ----------------------- | ---------------------------------- | ---------------------------------- | -------------------- |
| Critérium Nacional      |                                    |                                    |                      |
| 1932                    | Léon Le Calvez                     | Pierre Magne                       | Maurice Archambaud   |
| 1933                    | André Leducq                       | Georges Speicher                   | Jean Bidot           |
| 1934                    | Roger Lapébie                      | Jules Merviel                      | René Le Grevès       |
| 1935                    | René Le Grevès                     | René Vietto                        | Antonin Magne        |
| 1936                    | Paul Chocque                       | Fernand Mithouard                  | Arthur Debruyckere   |
| 1937                    | Roger Lapébie e René Le Grevès     | Roger Lapébie e René Le Grevès     | Pierre Cloarec       |
| 1938                    | Pierre Jaminet                     | Pierre Cloarec                     | Sauveur Ducazeaux    |
| 1939                    | André Deforge                      | Marcel Laurent                     | Pierre Jaminet       |
| 1940                    | Émile Idée                         | André Desmoulins                   | André Deforge        |
| 1941                    | Yvan Marie                         | André Desmoulins                   | Albert Goutal        |
| 1941                    | Benoît Faure                       | Pierre Cogan                       | Aldo Bertocco        |
| 1942                    | Émile Idée                         | Raymond Louviot                    | Raymond Guegan       |
| 1942                    | Aldo Bertocco                      | Joseph Soffietti                   | Marcel Laurent       |
| 1943                    | Émile Idée                         | Georges Blum                       | Raymond Guegan       |
| 1943                    | Louis Gauthier                     | Emile Rol                          | André Deforge        |
| 1944                    | Roger Piel                         | Louis Thiétard                     | Aimable Denhez       |
| 1945                    | Joseph Goutorbe                    | Manuel Huguet                      | Émile Idée           |
| 1946                    | Kleber Piot e Camille Danguillaume | Kleber Piot e Camille Danguillaume | Lucien Boda          |
| 1947                    | Émile Idée                         | Emile Carrara                      | Urbain Caffi         |
| 1948                    | Camille Danguillaume               | Émile Idée                         | Victor Pernac        |
| 1949                    | Émile Idée                         | Raymond Lucas                      | Antonin Rolland      |
| 1950                    | Pierre Barbotin                    | Guy Lapebie                        | Louis Deprez         |
| 1951                    | Louison Bobet                      | Pierre Barbotin                    | Robert Desbats       |
| 1952                    | Louison Bobet                      | Robert Varnajo                     | Bernard Gauthier     |
| 1953                    | Robert Desbats                     | Jacques Dupont                     | Gilbert Loof         |
| 1954                    | Roger Hassenforder                 | Raoul Remy                         | Bernard Gauthier     |
| 1955                    | René Privat                        | Pierre Molineris                   | Bernard Gauthier     |
| 1956                    | Roger Hassenforder                 | Louis Caput                        | Jean Forestier       |
| 1957                    | Jean Forestier                     | Louison Bobet                      | Serge Blusson        |
| 1958                    | Roger Hassenforder                 | Raphaël Géminiani                  | Claude Colette       |
| 1959                    | André Darrigade                    | Fernand Picot                      | Jean Graczyk         |
| 1960                    | Jean Graczyk                       | Claude Colette                     | Jacques Anquetil     |
| 1961                    | Jacques Anquetil                   | André Darrigade                    | Jean Gainche         |
| 1962                    | Joseph Groussard                   | Jean-Claude Annaert                | Anatole Novak        |
| 1963                    | Jacques Anquetil                   | Raymond Poulidor                   | Joseph Velly         |
| 1964                    | Raymond Poulidor                   | Edouard Delberghe                  | Joseph Novales       |
| 1965                    | Jacques Anquetil                   | Raymond Poulidor                   | Jean-Claude Annaert  |
| 1966                    | Raymond Poulidor                   | Roger Pingeon                      | Jean-Claude Lebaube  |
| 1967                    | Jacques Anquetil                   | Raymond Poulidor                   | Raymond Delisle      |
| 1968                    | Raymond Poulidor                   | Jean Jourden                       | Roger Pingeon        |
| 1969                    | Gilbert Bellone                    | Raymond Delisle                    | Georges Chappe       |
| 1970                    | Georges Chappe                     | Lucien Aimar                       | Roland Berland       |
| 1971                    | Raymond Poulidor                   | Gilbert Bellone                    | Daniel Ducreux       |
| 1972                    | Raymond Poulidor                   | Alain Santy                        | Jean-Luc Molinéris   |
| 1973                    | Jean-Pierre Danguillaume           | Alain Santy                        | André Mollet         |
| 1974                    | Bernard Thévenet                   | Christian Raymond                  | Raymond Delisle      |
| 1975                    | Jacques Esclassan                  | André Corbeau                      | Jean Chassang        |
| 1976                    | Patrick Béon                       | Yves Hézard                        | Raymond Martin       |
| 1977                    | Jean Chassang                      | Raymond Delisle                    | Roland Berland       |
| 1978                    | Bernard Hinault                    | Michel Laurent                     | Yves Hézard          |
| Critérium Internacional |                                    |                                    |                      |
| 1979                    | Joop Zoetemelk                     | Bernard Hinault                    | Sven-Ake Nilsson     |
| 1980                    | Michel Laurent                     | Jean-René Bernaudeau               | Régis Ovion          |
| 1981                    | Bernard Hinault                    | Jacques Bossis                     | Régis Clère          |
| 1982                    | Laurent Fignon                     | André Chappuis                     | Marcel Tinazzi       |
| 1983                    | Sean Kelly                         | Jean-Marie Grezet                  | Joop Zoetemelk       |
| 1984                    | Sean Kelly                         | Pascal Simon                       | Stephen Roche        |
| 1985                    | Stephen Roche                      | Charly Berard                      | Sean Kelly           |
| 1986                    | Urs Zimmermann                     | Sean Kelly                         | Greg LeMond          |
| 1987                    | Sean Kelly                         | Stephen Roche                      | Pascal Simon         |
| 1988                    | Erik Breukink                      | Laurent Fignon                     | Robert Millar        |
| 1989                    | Miguel Indurain                    | Charly Mottet                      | Stephen Roche        |
| 1990                    | Laurent Fignon                     | Gilles Delion                      | Jean-Claude Leclercq |
| 1991                    | Stephen Roche                      | Gérard Rué                         | Charly Mottet        |
| 1992                    | Jean-François Bernard              | Gert-Jan Theunisse                 | Giorgio Furlan       |
| 1993                    | Erik Breukink                      | Tony Rominger                      | Alex Zulle           |
| 1994                    | Giorgio Furlan                     | Tony Rominger                      | Evgueni Berzin       |
| 1995                    | Laurent Jalabert                   | Vladislav Bobrik                   | Evgueni Berzin       |
| 1996                    | Chris Boardman                     | Michele Coppolillo                 | Mauro Gianetti       |
| 1997                    | Marcelino García Alonso            | Laurent Jalabert                   | Pascal Lino          |
| 1998                    | Bobby Julich                       | Davide Rebellin                    | Bo Hamburger         |
| 1999                    | Jens Voigt                         | David Millar                       | Andrei Teteriouk     |
| 2000                    | Abraham Olano                      | Juan Carlos Domínguez              | Alexandre Vinokourov |
| 2001                    | Rik Verbrugghe                     | José Alberto Martínez              | Jens Voigt           |
| 2002                    | José Alberto Martínez              | Lance Armstrong                    | David Moncoutié      |
| 2003                    | Laurent Brochard                   | Jens Voigt                         | David Moncoutié      |
| 2004                    | Jens Voigt                         | José Iván Gutiérrez                | Lance Armstrong      |
| 2005                    | Bobby Julich                       | Thomas Dekker                      | Jörg Jaksche         |
| 2006                    | Ivan Basso                         | Erik Dekker                        | Andriy Grivko        |
| 2007                    | Jens Voigt                         | Thomas Lövkvist                    | Alejandro Valverde   |
| 2008                    | Jens Voigt                         | Gustav Erik Larsson                | Luis León Sánchez    |
| 2009                    | Jens Voigt                         | František Raboň                    | Danny Pate           |
| 2010                    | Pierrick Fédrigo                   | Michael Rogers                     | Tiago Machado        |
| 2011                    | Fränk Schleck                      | Vasil Kiryienka                    | Rein Taaramäe        |
| 2012                    | Cadel Evans                        | Pierrick Fédrigo                   | Michael Rogers       |
| 2013                    | Chris Froome                       | Richie Porte                       | Tejay Van Garderen   |
| 2014                    | Jean-Christophe Peraud             | Mathias Frank                      | Tiago Machado        |
| 2015                    | Jean-Christophe Peraud             | Thibaut Pinot                      | Fabio Felline        |
| 2016                    | Thibaut Pinot                      | Pierre-Roger Latour                | Sam Oomen            |

### Ciclistas com mais vitórias
| Ciclista               | Vitórias | Anos                             |
| ---------------------- | -------- | -------------------------------- |
| Émile Idée             | 5        | 1940 + 1942 + 1943 + 1947 + 1949 |
| Raymond Poulidor       | 5        | 1964 + 1966 + 1968 + 1971 + 1972 |
| Jens Voigt             | 5        | 1999 + 2004 + 2007 + 2008 + 2009 |
| Jacques Anquetil       | 4        | 1961 + 1963 + 1965 + 1967        |
| Roger Hassenforder     | 3        | 1954 + 1956 + 1958               |
| Sean Kelly             | 3        | 1983 + 1984 + 1987               |
| Roger Lapébie          | 2        | 1934 + 1937                      |
| Camille Danguillaume   | 2        | 1946 + 1948                      |
| Louison Bobet          | 2        | 1951 + 1952                      |
| Bernard Hinault        | 2        | 1978 + 1981                      |
| Laurent Fignon         | 2        | 1982 + 1990                      |
| Stephen Roche          | 2        | 1985 + 1991                      |
| Erik Breukink          | 2        | 1988 + 1993                      |
| Bobby Julich           | 2        | 1998 + 2005                      |
| Jean-Christophe Peraud | 2        | 2014 + 2015                      |

### Vitórias por país
| País           | Vitórias |
| -------------- | -------- |
| França         | 58       |
| Irlanda        | 5        |
| Alemanha       | 5        |
| Espanha        | 4        |
| Países Baixos  | 3        |
| Itália         | 2        |
| Estados Unidos | 2        |
| Reino Unido    | 2        |
| Bélgica        | 1        |
| Suíça          | 1        |
| Luxemburgo     | 1        |
| Austrália      | 1        |